# ユーリ・ルイバク
ユーリ・ルイバク（ベラルーシ語: Юрий Яковлевич Рыбак、英: Yury Rybak、1979年3月6日- ）は、ベラルーシのジャルジンスク出身の柔道家。階級は100kg超級。身長190cm。

## 人物
2004年のアテネオリンピックでは準々決勝で鈴木桂治と対戦して、先に掬投で技有りを取るが内股で逆転負けを喫した。2005年1月の嘉納杯無差別では、初戦で当時はまだ国士舘高校3年生だった石井慧を得意の隅返で破ると、3回戦ではアテネオリンピック90kg級2位の泉浩を崩袈裟固で破るなどして勝ち進むが、決勝では井上康生に大内刈で一本負けを喫した。9月の世界選手権無差別では、準々決勝で高井洋平を隅返で破るなどして3位となった。2007年の世界選手権無差別では決勝で棟田康幸と対戦して、得意の隅返を執拗に繰り出すがその都度潰されて、最後は横四方固に持ち込まれて敗れた。翌年の北京オリンピックでは2回戦で敗れた。
柔道以外にサンボの選手としても活躍していて、世界選手権では100kg級と100kg超級で4度優勝している。

## 主な戦績
（階級表記のない大会は全て100kg超級での成績）
- 2002年 - フランス国際 3位
- 2002年 - ポーランド国際 3位
- 2003年 - ポーランド国際 3位
- 2003年 - ヨーロッパ選手権 3位
- 2004年 - 世界学生 無差別 優勝
- 2005年 - 嘉納杯 無差別 2位
- 2005年 - 世界選手権 100kg級 5位 無差別 3位
- 2007年 - フランス国際 100kg級 2位
- 2007年 - ハンガリー国際 優勝
- 2007年 - 世界選手権 無差別 2位